# Cynthia (Film)
Cynthia ist ein US-amerikanischer Spielfilm (Coming-of-Age-Film) von Regisseur Robert Z. Leonard aus dem Jahr 1947. Der Film ist eine Adaption des Bühnenstücks The Rich Full Life von Viña Delmar und wurde von MGM produziert.

## Handlung
Ort und Zeit der Handlung sind zunächst das Wyandotte College in Michigan und die frühen 1930er Jahre. Louise und Larry sind junge Erstsemester und haben, als sie sich ineinander verlieben, eigentlich noch große Pläne: Louise möchte für ihr Musikstudium nach Wien gehen, und auch Larry zieht es ins Ausland, wo er gern Medizin studieren würde. Sie heiraten, und als Louise bald darauf schwanger wird, gründen sie in Napoleon, Illinois ihren Hausstand. Larry wird nicht Arzt, sondern verdient seinen Lebensunterhalt als Angestellter im örtlichen Haushaltswarenladen. Das Kind, Cynthia, wird geboren und erweist sich als zart und kränklich. Die Träume des Paares von einem Studium im Ausland werden auf Eis gelegt.
Fünfzehn Jahre später ist Cynthia eine junge Frau, die von dem Opfer, das die Eltern für sie gebracht haben, nichts weiß. Mitverursacht durch ihre Kränklichkeit, an welcher der Hausarzt Dr. Frank Jannings kräftig verdient, sind die finanziellen Verhältnisse der Familie problematisch, und Larry gelingt es auch nicht, für den Kauf des Hauses, in dem sie zur Miete wohnen, einen Kredit zu bekommen.
Cynthia leidet darunter, dass sie aufgrund ihrer Gesundheitsgeschichte von vielen Schulaktivitäten ausgeschlossen ist. Sie nimmt aber Gesangsstunden und erringt, als sie sich für die Mitwirkung in einer Schuloper bewirbt, das Interesse von Ricky Latham, dem populärsten Jungen an der Schule. Eine Romanze entwickelt sich. Cynthia erhält in dem Stück tatsächlich die Hauptrolle, muss das Projekt aber aufgeben, als sie sich erkältet. Es kommt daraufhin zu Spannungen zwischen den Eltern. Larry wirft Louise vor, Cynthia über deren Kräfte hinaus ermutigt zu haben, und Louise fragt sich, ob sie den Ratschlägen des möglicherweise übervorsichtigen Arztes nicht vielleicht zu sehr vertraut haben. Hinter Larrys Rücken und gegen dessen ausdrückliches Verbot erlaubt sie Cynthia, mit Ricky am Schulball teilzunehmen.
Cynthia hat einen wundervollen Abend, aber Larry ist, als er dahinterkommt, so aufgebracht, dass er am folgenden Morgen verschläft und zum ersten Mal in fünfzehn Jahren zu spät zur Arbeit kommt. Als sein Chef, Dingle, sich darüber aufregt, kündigt Larry und beschließt, mit seiner Familie nach Chicago zu gehen. Louise ist glücklich, dass ihr Mann endlich für seine eigenen Interessen einsteht, aber Cynthia will von einem Umzug nichts wissen. Tatsächlich lösen sich alle Probleme – auch die finanziellen –, als Dingle schließlich auftaucht und Larry bittet, zu seinem Job zurückzukehren.

## Produktion und Rezeption
Der Film basiert auf Viña Delmars Bühnenstück The Rich Full Life, das im Herbst 1945 vier Wochen lang am Broadway aufgeführt wurde. Die Titelrolle in dieser Bühnenversion hatte Virginia Weidler gespielt.
Cynthia war der achte Film, in dem Elizabeth Taylor mitgewirkt hat. Sie war bei MGM bereits seit 1942 unter Vertrag. Zum Zeitpunkt der Dreharbeiten, die vom 8. Oktober bis 15. November 1946 stattfanden, war sie 14 Jahre alt. Ihr Partner Jimmy Lydon, von dem sie hier ihren ersten Leinwandkuss erhielt, war 23 und hatte mit Taylor zuvor bereits in Unser Leben mit Vater (1947) zusammengearbeitet. Der Film ist in Schwarzweiß und 35 mm produziert.
Cynthia wurde in den USA am 29. August 1947 uraufgeführt.